# Пам'ятник 10-ти Божих заповідей
Пам'ятник 10-ти Божих заповідей — пам'ятний архітектурний комплекс відкритий на честь 15-ї річниці створення Криворізької Єпархії УПЦ (МП) в Кривому Розі.
Комплекс встановлений у Металургійному районі в сквері біля будівлі Криворізького технічного університету, на перетині вулиць Костенко і XXII Партз'їзду. Ансамбль складається з 8 гранітних плит виконаний у формі скрижалей, розташованих дугою, причому їх розмір плавно і пропорційно зменшується від центра до країв, а самі заповіді, написані на двох центральних плитах, формою нагадують розгорнуту книгу.